# Robert Huth
Robert Huth (/ˈhuːθ/, tiếng Đức: [ˈʁoːbɛʁt ˈhuːt]; sinh ngày 18 tháng 8 năm 1984) là một cựu cầu thủ bóng đá người Đức chơi ở vị trí trung vệ. Anh có ba lần vô địch Premier League và là cầu thủ Đức thi đấu Premier League nhiều trận nhất (322 trận).

## Sự nghiệp
Huth trưởng thành ở lò đào tạo trẻ của câu lạc bộ Chelsea khi chuyển đến từ đội bóng của Đức Union Berlin vào năm 2001 bởi Claudio Ranieri. Anh khẳng định vị trí của mình trong đội một của Chelsea cùng với các trung vệ như John Terry, William Gallas và Ricardo Carvalho. Anh chuyển đến Middlesbrough vào tháng 8 năm 2006 với mức phí 6 triệu bảng. Anh dành thời gian 3 năm ở Riverside và sau khi câu lạc bộ xuống hạng năm 2009, Huth chuyển đến chơi cho đội bóng Stoke City khi câu lạc bộ chiêu mộ với giá 5 triệu bảng.
Sau một mùa giải thành công 2010-11 cho Huth mà thấy anh chơi trong trận chung kết FA Cup, anh được gọi là Cầu thủ của năm của Stoke. Dưới sự dẫn dắt của Tony Pulis, Huth vẫn là một cầu thủ quan trọng trong đội hình của Stoke mùa giải 2011-12 và 2012-13. Anh cũng chơi thường xuyên dưới thời Mark Hughes trong mùa giải 2013-14 trước khi anh bị chấn thương đầu gối và anh đã không thi đấu gần một năm. Anh đã được cho Leicester mượn vào tháng 1 năm 2015, giúp họ tránh xuống hạng trong giải đấu hàng đầu nước Anh. Huth sau đó chính thức gia nhập Leicester, giúp họ giành chức vô địch Premier League trong năm 2016.

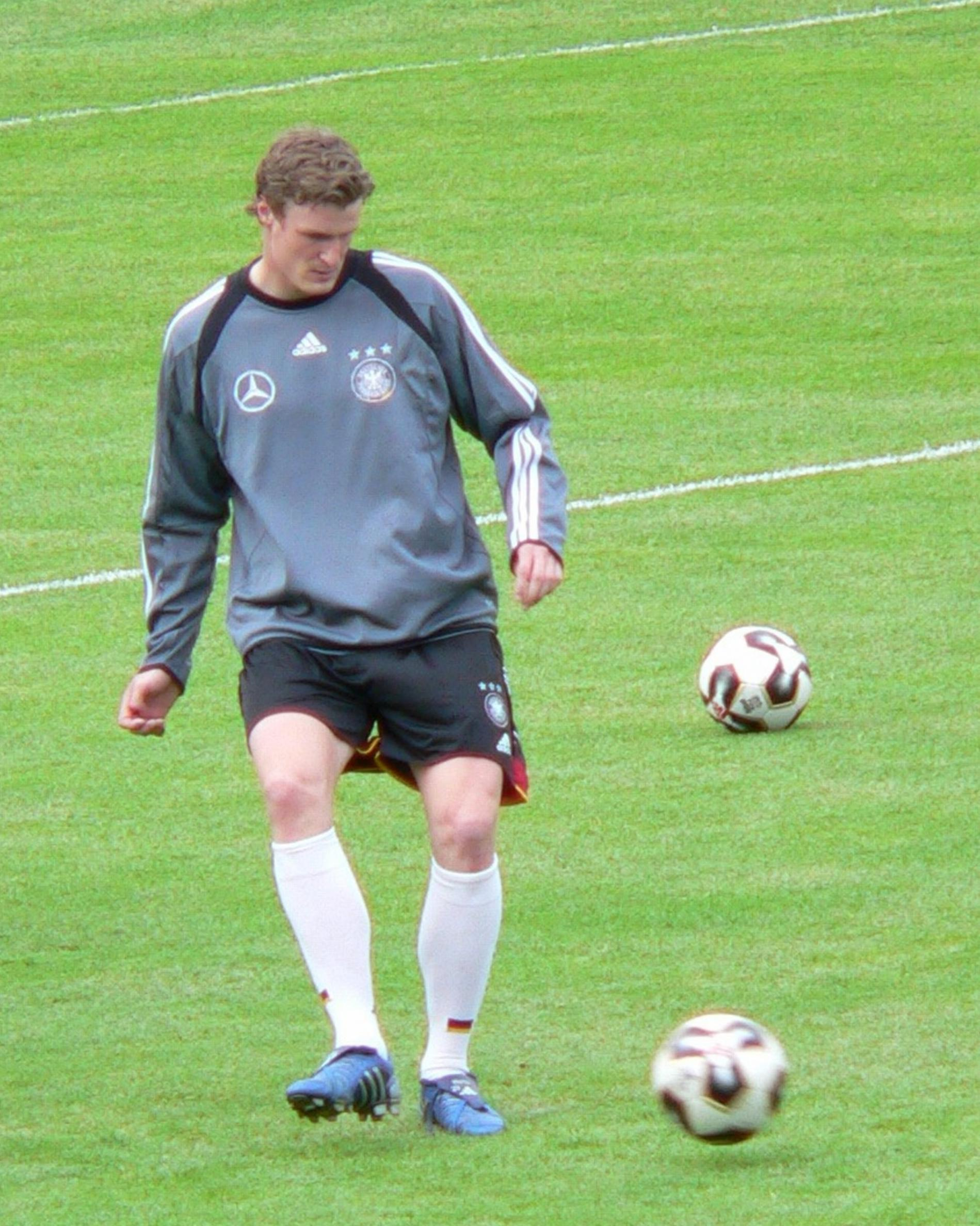
Huth đá tập tại FIFA Confederations Cup 2005

Huth cũng thi đấu cho Đội tuyển bóng đá quốc gia Đức, thi đấu 19 trận và ghi được hai bàn thắng từ năm 2004 đến năm 2009. Anh là một phần của đội tuyển Đức mà đứng thứ ba tại World Cup 2006 trên sân nhà.

## Sự nghiệp huấn luyện
Sau khi rời Leicester vào tháng 6 năm 2018, Huth dành thời gian trở lại Đức để học làm giám đốc thể thao. Huth trở lại Leicester vào tháng 10 năm 2022, đảm nhận vị trí huấn luyện hậu cần hỗ trợ trong việc mua/bán cầu thủ, anh tiếp quản vị trí từ Guy Branston.

## Cuộc sống cá nhân
Lớn lên ở Berlin, Huth quyết định ủng hộ Werder Bremen, vì Hertha Berlin đội bóng của địa phương hiếm khi xuất hiện trên TV. Anh là cậu bé nhặt bóng tại chung kết Cúp quốc gia Đức mùa giải 1996-97 tổ chức tại Sân vận động Olympic thành phố quê hương của anh.
Vào tháng 1 năm 2015, FA bắt đầu điều tra Huth sau khi anh tham gia một trò chơi trên Twitter, trong đó người dùng đoán giới tính của những người trong các bức ảnh khiêu dâm. Anh đã xóa các tương tác của mình với trò chơi và xin lỗi. Cuối tháng đó, anh bị FA phạt 15.000 bảng và cấm thi đấu hai trận vì những hành vi tương tác bị coi là "vi phạm nghiêm trọng".

## Thống kê sự nghiệp

### Câu lạc bộ
| Câu lạc bộ            | Mùa giải       | Giải vô địch quốc gia | Giải vô địch quốc gia | Giải vô địch quốc gia | FA Cup | FA Cup | League Cup | League Cup | Châu Âu | Châu Âu | Khác | Khác | Tổng cộng | Tổng cộng |
| Câu lạc bộ            | Mùa giải       | Hạng đấu              | Trận                  | Bàn                   | Trận   | Bàn    | Trận       | Bàn        | Trận    | Bàn     | Trận | Bàn  | Trận      | Bàn       |
| --------------------- | -------------- | --------------------- | --------------------- | --------------------- | ------ | ------ | ---------- | ---------- | ------- | ------- | ---- | ---- | --------- | --------- |
| Chelsea               | 2001–02        | Premier League        | 1                     | 0                     | 0      | 0      | 0          | 0          | 0       | 0       | —    | —    | 1         | 0         |
| Chelsea               | 2002–03        | Premier League        | 2                     | 0                     | 1      | 0      | 0          | 0          | 2       | 0       | —    | —    | 5         | 0         |
| Chelsea               | 2003–04        | Premier League        | 16                    | 0                     | 1      | 0      | 1          | 0          | 2       | 1       | —    | —    | 20        | 1         |
| Chelsea               | 2004–05        | Premier League        | 10                    | 0                     | 1      | 1      | 0          | 0          | 4       | 0       | —    | —    | 15        | 1         |
| Chelsea               | 2005–06        | Premier League        | 13                    | 0                     | 4      | 0      | 1          | 0          | 3       | 0       | —    | —    | 21        | 0         |
| Chelsea               | Tổng cộng      | Tổng cộng             | 42                    | 0                     | 7      | 1      | 2          | 0          | 11      | 1       | 0    | 0    | 62        | 2         |
| Middlesbrough         | 2006–07        | Premier League        | 12                    | 1                     | 1      | 0      | 1          | 0          | —       | —       | —    | —    | 14        | 1         |
| Middlesbrough         | 2007–08        | Premier League        | 13                    | 1                     | 3      | 0      | 0          | 0          | —       | —       | —    | —    | 16        | 1         |
| Middlesbrough         | 2008–09        | Premier League        | 24                    | 0                     | 4      | 0      | 0          | 0          | —       | —       | —    | —    | 28        | 0         |
| Middlesbrough         | 2009–10        | Championship          | 4                     | 0                     | 0      | 0      | 1          | 0          | —       | —       | —    | —    | 5         | 0         |
| Middlesbrough         | Tổng cộng      | Tổng cộng             | 53                    | 2                     | 8      | 0      | 2          | 0          | 0       | 0       | 0    | 0    | 63        | 2         |
| Stoke City            | 2009–10        | Premier League        | 32                    | 3                     | 5      | 0      | 0          | 0          | —       | —       | —    | —    | 37        | 3         |
| Stoke City            | 2010–11        | Premier League        | 35                    | 6                     | 6      | 3      | 3          | 0          | —       | —       | —    | —    | 44        | 9         |
| Stoke City            | 2011–12        | Premier League        | 34                    | 3                     | 3      | 2      | 2          | 0          | 10      | 0       | —    | —    | 49        | 5         |
| Stoke City            | 2012–13        | Premier League        | 35                    | 1                     | 3      | 0      | 1          | 0          | —       | —       | —    | —    | 39        | 1         |
| Stoke City            | 2013–14        | Premier League        | 12                    | 0                     | 0      | 0      | 3          | 0          | —       | —       | —    | —    | 15        | 0         |
| Stoke City            | 2014–15        | Premier League        | 1                     | 0                     | 1      | 0      | 2          | 0          | —       | —       | —    | —    | 4         | 0         |
| Stoke City            | Tổng cộng      | Tổng cộng             | 149                   | 13                    | 18     | 5      | 11         | 0          | 10      | 0       | 0    | 0    | 188       | 18        |
| Leicester City (mượn) | 2014–15        | Premier League        | 14                    | 1                     | —      | —      | —          | —          | —       | —       | —    | —    | 14        | 1         |
| Leicester City        | 2015–16        | Premier League        | 35                    | 3                     | 0      | 0      | 0          | 0          | —       | —       | —    | —    | 35        | 3         |
| Leicester City        | 2016–17        | Premier League        | 33                    | 2                     | 2      | 0      | 0          | 0          | 8       | 0       | 1    | 0    | 44        | 2         |
| Leicester City        | 2017–18        | Premier League        | 0                     | 0                     | 0      | 0      | 0          | 0          | —       | —       | —    | —    | 0         | 0         |
| Leicester City        | Tổng cộng      | Tổng cộng             | 82                    | 6                     | 2      | 0      | 0          | 0          | 8       | 0       | 1    | 0    | 93        | 6         |
| Tổng sự nghiệp        | Tổng sự nghiệp | Tổng sự nghiệp        | 326                   | 21                    | 35     | 6      | 15         | 0          | 29      | 1       | 1    | 0    | 406       | 28        |

1. ↑  Ra sân tại UEFA Cup
2. 1 2 3 4  Ra sân tại UEFA Champions League
3. ↑  Ra sân tại UEFA Europa League
4. ↑  Ra sân tại FA Community Shield

### Quốc tế
Nguồn:
| Đội tuyển quốc gia | Năm       | Trận | Bàn |
| ------------------ | --------- | ---- | --- |
| Đức                | 2004      | 4    | 0   |
| Đức                | 2005      | 10   | 1   |
| Đức                | 2006      | 3    | 1   |
| Đức                | 2009      | 2    | 0   |
| Tổng cộng          | Tổng cộng | 19   | 2   |

### Bàn thắng quốc tế
| #  | Ngày                | Địa điểm                                      | Đối thủ | Ghi bàn | Kết quả      | Giải đấu                     |
| -- | ------------------- | --------------------------------------------- | ------- | ------- | ------------ | ---------------------------- |
| 1. | 29 tháng 6 năm 2005 | Zentralstadion, Leipzig, Đức                  | México  | 3–2     | 4–3 (s.h.p.) | FIFA Confederations Cup 2005 |
| 2. | 1 tháng 3 năm 2006  | Sân vận động Artemio Franchi, Florence, Italy | Ý       | 1–4     | 1–4          | Giao hữu                     |

## Danh hiệu

### Câu lạc bộ
Chelsea
- Premier League: 2004–05, 2005–06[12]

Stoke City
- FA Cup á quân: 2010–11

Leicester City
- Premier League: 2015–16[12]

### Quốc tế
Đức
- Confederations Cup Hạng ba: 2005
- World Cup Hạng ba: 2006